# Atletismo nos Jogos Pan-Americanos de 1987 - Heptatlo feminino
A prova do heptatlo feminino nos Jogos Pan-Americanos de 1987 foi realizada em 9 e 10 de agosto em Indianápolis, Estados Unidos.

## Resultados
| Posição           | Atleta              | Nacionalidade      | 100m B | SA | AP | 200m | SD   | LD    | 800m    | Pontos | Notas |
| ----------------- | ------------------- | ------------------ | ------ | -- | -- | ---- | ---- | ----- | ------- | ------ | ----- |
| Medalha de ouro   | Cindy Greiner       | USA Estados Unidos |        |    |    |      | 6.40 | 38.96 | 2:16.23 | 6184   | PR    |
| Medalha de prata  | Connie Polman-Tuin  | CAN Canadá         |        |    |    |      | 6.17 | 38.63 | 2:15.83 | 5862   |       |
| Medalha de bronze | Jolanda Jones       | USA Estados Unidos |        |    |    |      | 6.35 | 34.34 | 2:14.22 | 5823   |       |
| 4                 | Linda Spenst        | CAN Canadá         |        |    |    |      | 5.96 | 42.67 | 2:18.55 | 5688   |       |
| 5                 | Hildelisa Despaigne | CUB Cuba           |        |    |    |      |      | 38.27 |         | 5371   |       |
| 6                 | Carmen Bezanilla    | CHI Chile          |        |    |    |      |      |       | 2:19.85 | 5237   |       |
| 7                 | Orlane dos Santos   | BRA Brasil         |        |    |    |      | 5.91 | 39.85 | DNS     | DNF    | [ 3 ] |